# KSD-VP-1/1
KSD-VP-1/1, o su apodo Kadanuumuu ('Hombre grande' en el idioma afar), es un esqueleto fósil (parte postcraneal) parcial de 3,58 millones de años de Australopithecus afarensis descubierto, en la región de Afar de Etiopía, en 2005 por Ato Alemayehu Asfaw, miembro del equipo dirigido por Yohannes Haile-Selassie, conservador de antropología física en el Cleveland Museum of Natural History. Basado en el análisis del esqueleto, se cree que el fósil demuestra de manera concluyente que la especie era totalmente bípeda.
Con más de metro y medio de estatura, Kadanuumuu es mucho más alto que la famosa Lucy, de la misma especie, descubierta en la década de 1970 y de aproximadamente 400.000 años más antiguo. Entre otras características, la escápula (parte del omóplato) de Kadanuumuu es la más antigua descubierta hasta la fecha de un homínido y es comparable a la de los humanos modernos, lo que sugiere que la especie era de hábitos terrestres en lugar de arborícola. No todos los investigadores están de acuerdo con esta conclusión.